# Cytokinin
Cytokinin (viết tắt trong tiếng Anh: CK) là nhóm hormone thực vật thứ ba được phát hiện sau auxin và gibberellin.
Vào năm 1955 khi Miller, Skoog và các cộng sự đã tách được một chất từ việc hấp mẫu DNA của tinh dịch cá thu có khả năng kích thích sự phân chia tế bào mạnh mẽ trong nuôi cấy mô, gọi là kinetin.
Cytokinin tự nhiên trong cây được tách ra lần đầu tiên năm 1963 bởi Letham và Miller ở dạng kết tinh từ hạt ngô gọi là zeatin có hoạt tính mạnh hơn kinetin 10-100 lần. Sau đó người ta đã phát hiện ra cytokinin ở trong các thực vật khác nhau và là một nhóm chất kích thích sinh trưởng quan trọng ở trong cây.

## Công thức hóa học

Adenin
Zeatin
Dihydrozeatin

Chất tổng hợp

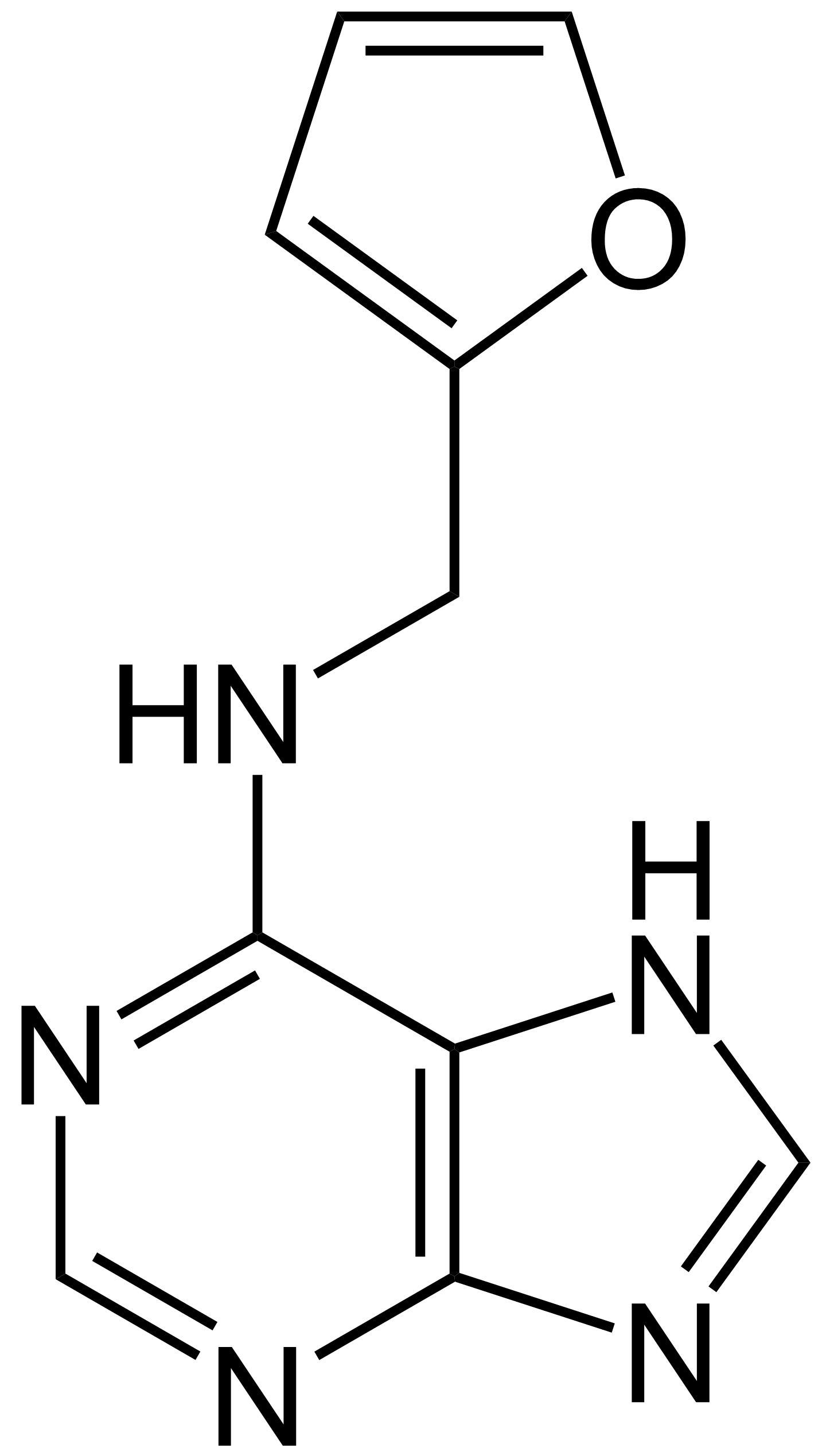
Kinetin
Benzyladenine
Chrophenylurea

## Vai trò sinh lý
Cytokinin có khả năng kích thích sự phân chia tế bào mạnh mẽ ở thực vật. Vì vậy mà cytokinin là các chất hoạt hóa sự phân chia tế bào. Có hiệu quả này là do cytokinin hoạt hóa mạnh mẽ sự tổng hợp acid nucleic và protein. Cytokinin có mặt trong các RNA vận chuyển.
Cytokinin ảnh hưởng rõ rệt và rất đặc trưng lên sự phân hóa cơ quan của thực vật, đặc biệt là sự phân hóa chồi. Đã từ lâu người ta đã chứng minh rằng sự cân bằng tỉ lệ giữa auxin (phân hóa rễ) và cytokinin (phân hóa chồi) có ý nghĩa rất quyết định trong quá trình phát sinh hình thái của mô nuôi cấy in vitro cũng như trên cây nguyên vẹn. Nếu tỉ lệ auxin cao hơn cytokinin thì kích thích sự ra rễ, còn tỉ lệ cytokinin cao hơn auxin sẽ kích thích sự xuất hiện và phát triển của chồi. Để tăng hệ số nhân giống, người ta tăng nồng độ cytokinin trong môi trường nuôi cấy ở giai đoạn tạo chồi in vitro.
Cytokinin có khả năng kìm hãm sự hóa già của cơ quan và của cây nguyên vẹn. Chẳng hạn khi một lá bị ngắt khỏi cây thì chúng đặc trưng bằng sự giảm hàm lượng diệp lục và sẽ hóa vàng làm giảm hàm lượng của protein và acid nucleic. Nếu như lá tách rời được xử lý cytokinin thì duy trì được hàm lượng protein và diệp lục trong thời gian lâu hơn và duy trì được màu xanh lâu hơn. Hiệu quả kìm hãm sự hóa già, kéo dài tuổi thọ của cơ quan có thể chứng minh là khi cành giâm ra rễ thì rễ tổng hợp cytokinin nội sinh và kéo dài thời gian sống của lá lâu hơn.
Trên cây nguyên vẹn thì khi hệ rễ phát triển mạnh mẽ sẽ là lúc cây trẻ và sinh trưởng mạnh. Nếu hệ thống rễ bị thương tổn thì cơ quan trên mặt đất sẽ chóng già.
Cytokinin trong một số trường hợp ảnh hưởng lên sự nảy mầm của hạt và củ. Vì vậy nếu xử lý cytokinin cũng có thể phá bỏ trạng thái ngủ nghỉ của hạt, củ, chồi.
Ngoài ra trong mối tương quan với auxin, cytokinin có ảnh hưởng tới ưu thế ngọn của cây. Cytokinin làm yếu hiện tượng ưu thế ngọn, làm phân hóa cành nhiều. Chính vì vậy mà từ rễ (cơ quan tổng hợp cytokinin) lên chồi ngọn (cơ quan tổng hợp auxin) thì hiện tượng ưu thế ngọn càng tăng dần tương ứng với hàm lượng auxin và giảm hàm lượng cytokinin.

## Cơ chế tác dụng
xytokinin tác động đến quá trình phân hóa tế bào, đến quá trình phát sinh cơ quan, kìm hãm sự già hóa, có lẽ ở mức độ phân tử. Nhưng cơ chế tác động của cytokinin chưa sáng tỏ một cách hoàn toàn. Những kiến thức hiện nay về cơ chế tác động của cytokinin lên quá trình sinh trưởng của cây có thể tóm tắt như sau:
Khi thiếu cytokinin thì tế bào không phân chia được mặc dù DNA có thể tiếp tục được tổng hợp nhưng quá trình tổng hợp protein không xảy ra. Vì vậy cytokinin tham gia sự tổng hợp protein ở giai đoạn từ mRNA: 
```
       Phiên mã        Dịch mã                                   
DNA ———————————> mRNA ———————————> Protein
     ↑
    Cytokinin
```

Cytokinin có mặt trong acid nucleic do đó ảnh hưởng đến sự tổng hợp protein. Cytokinin xâm nhập nhanh chóng vào các RNA và giữ một chức năng điều chỉnh nào đó cho tRNA trong quá trình tổng hợp protein. Chức năng điều chỉnh của cytokinin trong tRNA được thực hiện có lẽ bằng cơ chế ngăn chặn sự nhận mặt sai của các codon trên anticodon trong quá trình sinh tổng hợp protein.
Tác dụng chủ yếu của cytokinin là kích thích sự tổng hợp DNA, RNA trong tế bào. Thông qua cơ chế di truyền cytokinin tác động lên quá trình sinh tổng hợp protein, từ đó ảnh hưởng đến sự tổng hợp enzyme cần thiết cho sự phân chia và sinh trưởng của tế bào. Hiệu quả của cytokinin trong việc ngăn chặn sự già hóa có liên quan nhiều đến khả năng ngăn chặn sự phân hủy protein, acide nucleic và diệp lục hơn là khả năng kích thích tổng hợp chúng. Có lẽ cytokinin ngăn chặn sự tổng hợp mRNA điều khiển sự tổng hợp nên các enzyme thủy phân.